# Inés dell'anima mia
Inés dell'anima mia (titolo originale: Inés del alma mia) è un romanzo della scrittrice cilena Isabel Allende pubblicato nel 2006.

## Trama
Il libro è strutturato come un diario, il resoconto delle avventure di Inés de Suárez in Cile, destinato alla figlia adottiva Isabel. Inés non vuole che i suoi ricordi vadano persi, perché spera che un giorno venga eretto un monumento in suo onore. Il romanzo inizia con la sua vita a Plasencia e la sua decisione di lasciare la Spagna per cercare il marito Juan di cui non ha più notizie. Sbarcata in America viaggia fino al Perù, dove scopre che suo marito è morto e che in quanto vedova le spetta un piccolo appezzamento di terreno a Cuzco. È proprio in quella città che fa la conoscenza del suo futuro compagno Pedro de Valdivia. Con lui attraverserà il deserto di Atacama e combatterà per la conquista dei nuovi territori al di là della cordigliera delle Ande.

## Adattamenti
- Inés dell'anima mia, è una serie televisiva del 2020 diretta da Paco Mateo e distribuita il 31 luglio 2020 da Amazon Prime Video.[3]

## Edizioni
- Isabel Allende, Inés dell'anima mia, traduzione di Elena Liverani, collana I Narratori, Feltrinelli, 2006,  pp. 326, cap. 6, ISBN 88-07-01711-3.